# Валера
Валера (ісп. Valera) — місто у Венесуелі, що розташоване біля підніжжя Анд у штаті Трухільйо на заході країни і є столицею однойменного муніципалітету.
Місто розташоване на алювіальній терасі на висоті 540 м над рівнем моря і має площу приблизно 20 кв. км. Поруч протікають річки Мотатан і Момбой. Відстань до Трухільйо, столиці штату, становить близько 33 км, міста з'єднані міжміською магістраллю Валера—Трухільйо або шосе «Генерал Крус Каррільо», швидкісною автомагістраллю з 3-ма смугами з кожного боку.
Валера відоме як «Місто семи пагорбів»; це друге найважливіше місто в штаті Трухільйо після столиці, завдяки комерційній та промисловій діяльності, що пожвавляє життя в цьому районі. Населення становить приблизно 173 000 мешканців станом на 2018 рік (всього за офіційними даними INE у штаті Трухільйо проживає близько 900 000 жителів), а населення його агломерації (Валера, Сан-Рафаель-де-Карвахаль) становить 200 000 жителів.

## Географія
Валера розташоване на 540 м над рівнем моря (висота вимірюється на площі Болівар у центрі міста), між річками Момбой та Мотатан; відстань до столиці штату Трухільйо. Місто лежить на перетині доріг, що ведуть до міст Мерида, Маракайбо (друге місто у Венесуелі) та Баркісімето (четверте місто у Венесуелі), що говорить про його вигідне розташування.

### Клімат
Валера відкрита для північно-східних вітрів, і в той же час до низхідних вітрів із гірського хребта. Середня температура складає 28 градусів. Максимальні температури не перевищують 35 °C, мінімальні — не нижче 18 °C. Середньорічна кількість опадів досягає 1016 мм з екстремальними значеннями 1249 і 792 мм, а обсяги опадів досить регулярні з року в рік.
Місто знаходиться у зоні, котра характеризується кліматом тропічних саван. Найтепліший місяць — травень із середньою температурою 21.6 °C (70.9 °F). Найхолодніший місяць — січень, із середньою температурою 20 °С (68 °F).
| Клімат Валери           | Клімат Валери | Клімат Валери | Клімат Валери | Клімат Валери | Клімат Валери | Клімат Валери | Клімат Валери | Клімат Валери | Клімат Валери | Клімат Валери | Клімат Валери | Клімат Валери | Клімат Валери |
| Показник                | Січ.          | Лют.          | Бер.          | Квіт.         | Трав.         | Черв.         | Лип.          | Серп.         | Вер.          | Жовт.         | Лист.         | Груд.         | Рік           |
| Середня температура, °C | 20            | 21            | 21            | 21,4          | 21,6          | 21,6          | 21,3          | 21,5          | 21,6          | 21,3          | 20,8          | 20,4          | 21,1          |
| Норма опадів, мм        | 25.3          | 31.8          | 42.4          | 118.2         | 111.1         | 78.7          | 67.2          | 84.2          | 104.3         | 112.4         | 83.1          | 39.4          | 898.1         |
| Днів з опадами          | 5,2           | 5,4           | 7,4           | 15,5          | 15,8          | 16,8          | 16,5          | 17,7          | 15,7          | 16,4          | 11,9          | 7,9           | 152,2         |
| Вологість повітря, %    | 76.3          | 74.7          | 74.3          | 77.6          | 80.9          | 79.9          | 79.6          | 79.1          | 79.7          | 81.4          | 82.3          | 79.5          | 78.8          |
| ----------------------- | ------------- | ------------- | ------------- | ------------- | ------------- | ------------- | ------------- | ------------- | ------------- | ------------- | ------------- | ------------- | ------------- |
| Джерело: Weatherbase    |               |               |               |               |               |               |               |               |               |               |               |               |               |

## Історія

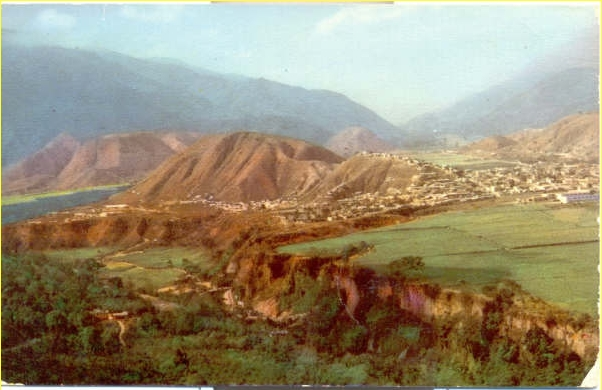
Валера на листівці 1950-х років

Свою назву Валера отримало від енкомендеро Маркоса Валери. Рік заснування міста точно невідомий, хоча кілька істориків сходяться на думці, що це було 25 серпня 1811 року. Інші стверджують, що це було в 1817 році на землях, які належали доньї Мерседес Діас де Теран та доктору Габріелю Брісеньйо.
Перша історична згадка Валери датується 1820 роком, коли єпископ Лассо де ла Вега відніс місто до парафії. Полковник Агостіно Кодацці, географ-мандрівник, який дуже любив Трухільйо, відносить Валеру до парафії Ескуке.
Відомо, що Сімон Болівар проїжджав містом по дорозі до Трухільйо, щоб підписати знаменитий Указ про війну до смерті в ті бурхливі часи історії республіки.
Першою регулярною газетою міста у 1900 році стала «Діаріо де Валера», якою керував доктор Хосе Марія Коліна. Першим державним реєстратором у місті був Фабіан Салас.
Зростання і розширення міста упродовж 100 років відбувалося повільно, однак за цей час місто стало чи не найбільш комерційно розвиненим у регіоні, перш ніж поступилося важливістю Мериді та Сан-Кристобалю.
Місто вигідно розташоване на перетині доріг Мерида — Маракайбо — Каракас — Сан-Кристобаль.
У 1853 р. Валера стала жертвою епідемії[якої?], через яку багато мешканців втекли до сусідніх міст. Але місто швидко відродилося.
Родом з Валери походять такі значущі особи як поетка Ана Енрікета Теран, письменник-романіст Адріано Гонсалес Леон, поет {{|Віктор Валера Мора||es|Víctor Valera Mora}}, диригент, піаніст та діяч Хосе Антоніо Абреу, модний дизайнер Анхель Санчес, політик Омар Ларес та інші.

## Пам'ятки

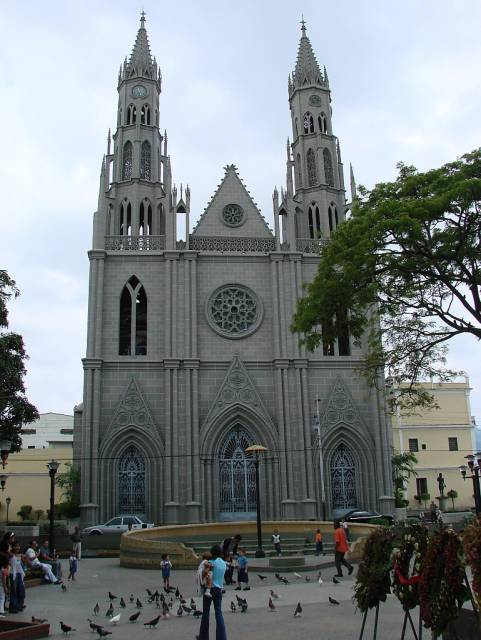
Церква Сан-Хуан-Баутіста

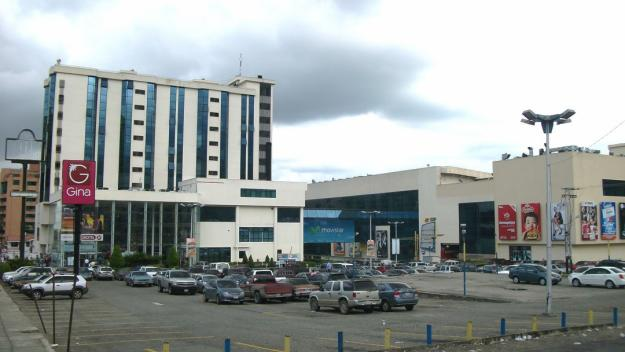
Торговий центр «Плаза»

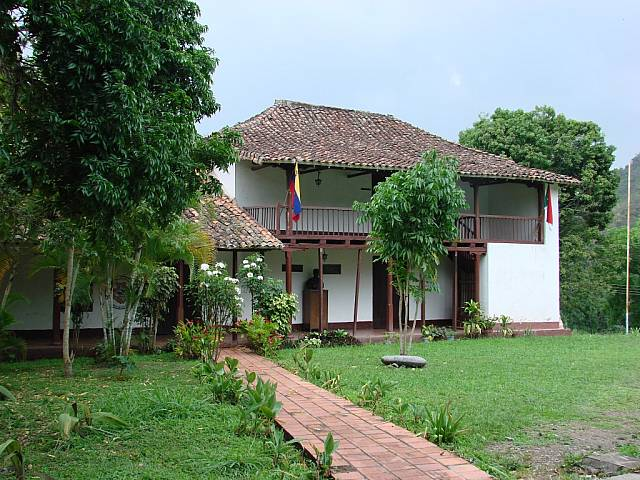
Каса-Карманія, важливий історичний куточок країни

- Церква Сан-Хуан-Баутіста: це будівля в готичному стилі, спроектована священиком-єзуїтом Луїсом Йогорзою. Будівництво храму розпочалося в 1927 році і закінчилося через 26 років у 1953 році. Він має вежі-близнюки, подібні до Кельнського собору, які піднімаються на 47 метрів у висоту, що робить його найвищою церквою у всіх венесуельських Андах. В його проходах та в апсиді можна помилуватися 62 вітражами, зробленими в Мюнхені і привезеними після Другої світової війни. Це туристична визначна пам'ятка міста перед площею Болівар-де-Валера.
- Лас-Торрес-дель-Мурачі: це житловий та комерційний комплекс, що складається з трьох веж по 20 поверхів, кожна з трьох веж має висоту 100 метрів. Вежі Мурачі розташовані на півдні міста Валера. Це найвищі вежі в Андському регіоні. Будівництво цих веж розпочалося в середині 80-х років під час розширення міста.
- Театр Лібертад: характеризується наявністю на фасаді величезної поліхромної мозаїчної фрески в стилі ар-деко (наразі розглядаються пропозиції щодо її реконструкції). Приміщення, де раніше показували кінематографічні фільми, сьогодні є комерційним приміщенням для універмагу. Подейкують, що цей театр має таку назву, тому що на його відкритті була присутня мексиканська актриса Лібертад Ламарке, і він був названий на її честь.
- Театр Ани Енрікети Теран: на честь венесуельської поетки, яка народилася у Валері; нині місце зустрічі вірян євангельської церкви. Його попередня назва — Театр Валера, разом з Лібертадом це були два кінотеатри на площі Болівар.
- Парк Лос-Ілюстрес: велика паркова площа, розташована між 27 та 28 вулицями, що прилягають до проспекту Болівара. Це зелена зона, яка широко використовується для прогулянок, бігу підтюпцем, аеробіки та ігор для дітей. Цього парку для містян уже недостатньо, тому розглядається закладання двох нових парків на проспектах Боліваріана та Авеніда Біцентенаріо.
- Каса-де-Карманія: головний будинок фазенди отця Франциско Антоніо Росаріо, де 12 і 13 червня 1813 року зупинявся Симон Болівар. Цей будинок був оголошений національною історичною пам'яткою 20 серпня 1963 року. Наразі тут знаходиться штаб-квартира Фонду порятунку, збереження та поширення історичних цінностей штату Трухільйо.
- Стадіон Хосе Альберто Перес: найбільший стадіон у штаті Трухільйо з місткістю 30 тисяч місць, домашній стадіон клубу Trujillanos[en]. Стадіон будувався в кілька етапів, й архітектура його трибун має різний стиль.

## Економіка

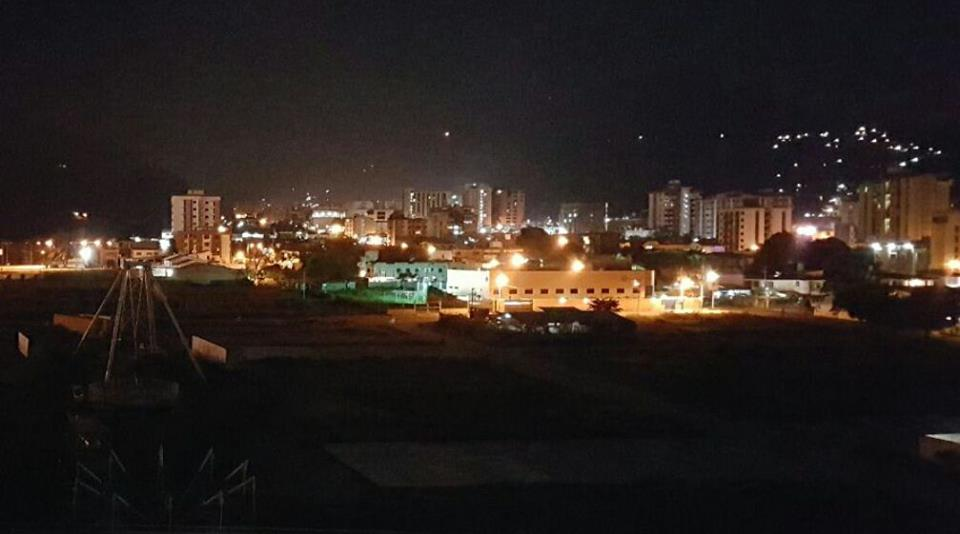
Вид на місто вночі (з проспекту Боліваріана)

Місто підтримувало гарні торговельні зв'язки з прилеглими територіями як всередині, так і за межами штату, у ньому є відділення майже всіх великих банків країни, деякі з яких мають до трьох відділень. У місті є заклади великих франшиз, таких як McDonald's і Subway, представництва компаній доставки (Zoom, DHL і MRW), автомобільних компаній (General Motors, Ford, Toyota, Chrysler, Volkswagen, Hyundai та Fiat). У будівельній галузі виділяються такі компанії, як Vinccler, Fernández Galán та Ediviagro.

## Освіта
У місті є державні та приватні університети, вищі навчальні та технологічні інститути, державні та приватні загальноосвітні школи, початкові школи та дошкільні заклади.

## Міста-побратими
- Баркісімето
- Маракайбо
- Мерида (Венесуела)
- Сан-Кристобаль (Венесуела)
- Трухільйо (Венесуела)
- Боконо[es]
- Товар
- Мендоса Саванна (Трухільйо)
- Караш (Трухільйо)
- Рим
- Монтезано-сулла-Марчеллана